# Edward Vernon Harcourt
Edward William Vernon Harcourt (26 juin 1825 - 19 décembre 1891) est un naturaliste anglais et un homme politique conservateur.

## Biographie
Il est né à Stanton Harcourt, dans l'Oxfordshire et est le fils du révérend William Vernon Harcourt qui est aussi un scientifique et le petit-fils d'Edward Harcourt, archevêque d'York. Il fait ses études au Christ Church, à Oxford. Il est juge de paix pour Berks et le Sussex, puis juge de paix et vice-lieutenant de l'Oxfordshire et High Sheriff de l'Oxfordshire en 1875. Il est colonel honoraire de la 3e brigade de Volontaires de la division de Cinque Ports de l'Artillerie royale. Il est membre de la Commission royale pour l'organisation de la brigade de bénévoles en 1862, et pendant 15 ans président de l'Association Nationale de l'Artillerie.
Harcourt est l'auteur de Sketch of Madeira (1851) (Croquis de Madère (1851)) et de Sporting in Algeria (1859) (sport en Algérie (1859)).
Harcourt est député de l'Oxfordshire de 1878 à 1885 et de Henley de 1885 à 1886. Il épouse Lady Susan Harriet Holroyd, fille du 2e comte de Sheffield en 1849. Son frère est l'homme politique William Vernon Harcourt. Sa fille Edith épouse Murray Finch-Hatton (12e comte de Winchilsea).